# Петку, Сорин
Сорин Петку (рум. Sorin Petcu; 1 апреля 1974) — румынский гребец-байдарочник, выступал за сборную Румынии на всём протяжении 1990-х годов. Участник двух летних Олимпийских игр, серебряный и бронзовый призёр чемпионатов мира, бронзовый призёр чемпионата Европы, победитель многих регат национального и международного значения.

## Биография
Сорин Петку родился 1 апреля 1974 года в коммуне Валя-Нукарилор, жудец Тулча.
Первого серьёзного успеха на взрослом международном уровне добился в 1992 году, когда попал в основной состав румынской национальной сборной и благодаря череде удачных выступлений удостоился права защищать честь страны на летних Олимпийских играх в Барселоне. Стартовал в зачёте четырёхместных байдарок на дистанции 1000 метров, дошёл до финала и финишировал в решающем заезде пятым, немного не дотянув до призовых позиций.
В 1994 году Петку выступил на чемпионате мира в Мехико, где стал серебряным призёром в четвёрках на двухстах и пятистах метрах — в обоих случаях проиграл на финише экипажу из России. В 1999 году побывал на чемпионате Европы в хорватском Загребе, откуда привёз награду бронзового достоинства, выигранную в полукилометровой гонке четвёрок. Также в этом сезоне представлял страну на мировом первенстве в Милане и добавил в послужной список бронзу в четвёрках на километре.
Будучи одним из лидеров гребной команды Румынии, Сорин Петку благополучно прошёл квалификацию на Олимпийские игры 2000 года в Сиднее — стартовал в четвёрках на тысяче метрах, на сей раз сумел дойти лишь до стадии полуфиналов, где финишировал шестым. Вскоре по окончании этих соревнований принял решение завершить карьеру профессионального спортсмена, уступив место в сборной молодым румынским гребцам.